# Барбурсвилл (Западная Виргиния)
Барбурсвилл (англ. Barboursville) — деревня в округе Кабелл, штат Западная Виргиния, США. Согласно переписи 2010 года в деревне проживало 3964 человек.
Барбурсфилл входит в метрополитенский ареал Хантингтона-Ашланда (население в 2010 году 363 000 человек).

## Географическое положение
Деревня находится на шоссе I-64 вблизи Хантингтона. Барбурсвилл пересекает река Гайандотт, которая соединяется с Мад-Ривер на севере деревни.

## История
Барбурсвилл был основан в 1813 году. Своё название населённый пункт получил в честь американского политика, губернатора Виргинии Джеймса Барбура. Барбурсвилл стал административным центром округа Кабелл в 1814 года.
Союзные войска под командованием генерала Джейкоба Кокса захватили поселение 14 июля 1861 года и продолжали контролировать Барборсвилл оставшуюся часть войны. Барборсвилл был инкорпорирован 12 февраля 1867 году. В 1887 году административный центр округа был перемещён в Хантингтон, так как через него провели железную дорогу. 
12 сентября 1888 году в Барбурсвилле была открыта семинария, которая затем стала колледжем Барбурсвилла. В 1935 году колледж переехал в Чарльстон и стал Чарлстонским университетом. В 2008 году исторический центр города был внесён в Национальный реестр исторических мест США.

## Население
По данным переписи 2010 года население Барбурсвилла составляло 3964 человека (из них 52,7 % мужчин и 47,3 % женщин), в деревне было 1528 домашних хозяйств и 904 семьи. На территории деревни было расположено 1625 построек со средней плотностью 149,7 построек на один квадратный километр суши. Расовый состав: белые — 94,1 %, афроамериканцы — 3,1 %, коренные американцы — 0,2 % и представители двух и более рас — 1,2 %.
Из 1528 домашнего хозяйств 59,5 % представляли собой семьи: 59,2 % представляли собой совместно проживающие супружеские пары (21,9 % с детьми младше 18 лет), в 11,9 % домохозяйств женщины проживали без мужей, в 4,1 % домохозяйств мужчины проживали без жён, 40,8 % не имели семьи. В среднем домашнее хозяйство вели 2,12 человека, а средний размер семьи — 2,76 человека. В одиночестве проживали 36,4 % населения, 14,6 % составляли одинокие пожилые люди (старше 65 лет).
Население деревни по возрастному диапазону распределилось следующим образом: 16,8 % — жители младше 18 лет, 65,7 % — от 18 до 65 лет и 17,5 % — в возрасте 65 лет и старше. Средний возраст населения — 38,8 года. На каждые 100 женщин приходилось 111,4 мужчин, при этом на 100 совершеннолетних женщин приходилось уже 114,9 мужчин сопоставимого возраста.

## Экономика
В 2015 году из 3620 трудоспособных жителей старше 16 лет имели работу 1444 человека. При этом мужчины имели медианный доход в 57 609 долларов США в год против 44 375 долларов среднегодового дохода у женщин. В 2014 году медианный доход на семью оценивался в 78 125 $, на домашнее хозяйство — в 26 696 $. Доход на душу населения — 22 231 $. 2,1 % от всего числа семей и 7,9 % от всей численности населения находилось на момент переписи за чертой бедности.